# Ride the Void
Ride the Void ist das zweite Studioalbum der US-amerikanischen Heavy-Metal-Band Holy Grail. Es erschien am 18. Januar 2013 in Nordamerika über Prosthetic Records und in Europa über Nuclear Blast.

## Entstehung und Hintergrund
Während des Songwritings für Ride the Void griff die Band auf zahlreiche Ideen zurück, die für das Debütalbum Crisis in Utopia nicht verwendet wurden. Laut dem Gitarristen Eli Santana fehlte den Musikern seinerzeit bei der Ausarbeitung sowohl Zeit als auch musikalische Reife. Insgesamt schrieb die Band für Ride the Void über 30 Lieder, von denen zwölf für das Album verwendet wurden. Die Aufnahmen fanden in den Sunset Lodge Studios in Los Angeles statt. Produziert wurde Ride the Void von Matt Hyde, während Mark Lewis das Album mischte.

## Titelliste
| 1. Archeus – 2:15 2. Bestia Triumphans – 5:48 3. Dark Passenger – 4:11 4. Bleeding Stone – 4:20 5. Ride the Void – 4:30 6. Too Decayed to Wait – 4:12 7. Crosswinds – 4:07 | 1. Take it to the Grave – 3:49 2. Sleep of Virtue – 4:49 3. Silence the Scream – 5:29 4. The Great Artifice – 3:49 5. Wake Me When It´s Over – 1:15 6. Rains of Sorrow – 4:32 |

## Rezeption
Ronny Bittner vom deutschen Magazin Rock Hard beschrieb Ride the Void als „hochwertiges Destillat aus Moderne und Tradition“. Da die Band „bei all dem Abwechslungsreichtum nie die eingängigen Gesangsmelodien und Ohrwurm-Refrains vergisst“ gab Bittner 7,5 von zehn Punkten. Anzo Sadoni vom deutschen Magazin Metal Hammer lobte zwar das „solide Handwerk“ der Band, kritisierte aber, dass die Band „keine großen Hits oder Ohrwürmer schreibt“ und das Sänger James Paul Luna „nur ein durchschnittlicher Vokalist“ sei. Sadoni bewertete das Album mit vier von sieben Punkten. Für Thomas Patsch vom Onlinemagazin Stormbringer verfügt das Album „zweifelsohne über seine Highlights“, kann sich „aber leider zu selten hoch über die Masse erheben“. Patsch bewertete Ride the Void mit 3,5 von fünf Punkten. Daniel Køtz vom Onlinemagazin CDstarts.de bezeichnete das Album als „das fehlende Bindeglied zwischen Metalcore-Kiddies und traditionellen Mattenträgern“, welches „stellenweise noch etwas uninspiriert“, dafür aber „solide und technisch sogar großartig“ sei. Er gab dem Album sechs von zehn Punkten.